# Saudação de três dedos

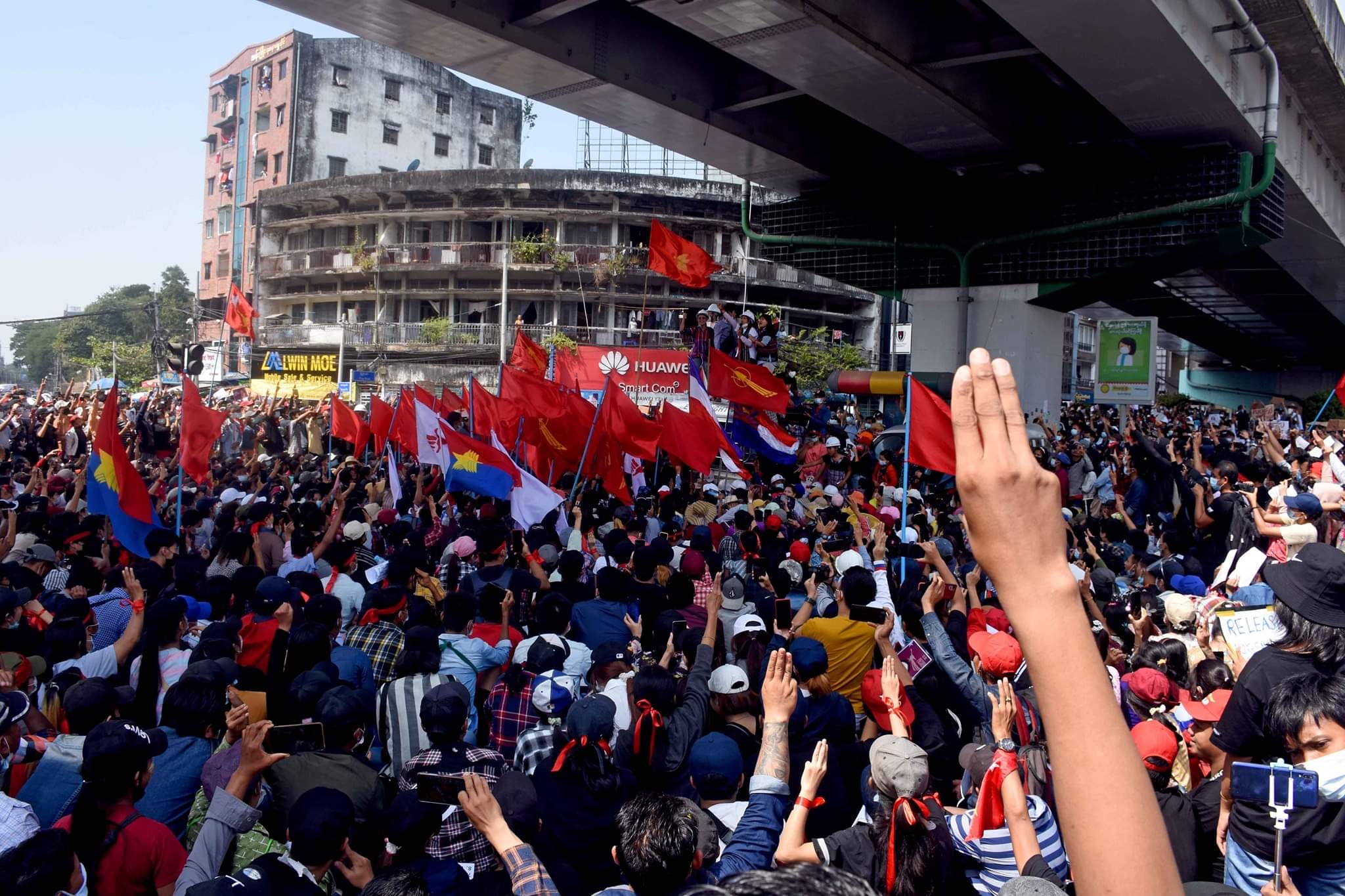
Manifestantes realizando a saudação de três dedos em Yangon durante os protestos em Mianmar em 2021

A saudação de três dedos é um gesto de mão feito levantando os dedos indicador, médio e anelar, enquanto segura o polegar no dedo mínimo e levanta a mão com a palma voltada para fora em uma saudação. O gesto foi popularizado na década de 2010 após seu uso em Jogos Vorazes como um símbolo de revolução. O gesto foi adotado por manifestantes, particularmente pelos movimentos de protesto pró-democracia no Sudeste Asiático, principalmente na Tailândia e em Mianmar, bem como em outros países, incluindo Hong Kong.

## Origens
O gesto foi popularizado na década de 2010 por The Hunger Games, uma série de livros e filmes de ficção de Suzanne Collins. Possui semelhanças com outras saudações, como o sinal e a saudação escoteira e a saudação ucraniana imitando o símbolo Tryzub.
Em Jogos Vorazes, o gesto é feito pressionando os três dedos médios da mão esquerda nos lábios e então levantando-os para o ar. Aparece inicialmente no primeiro livro e filme da série, quando as pessoas do Distrito 12 saúdam Katniss Everdeen depois que ela se voluntaria para participar dos Jogos Vorazes no lugar de sua irmã. Mais tarde, na segunda parte da série (Catching Fire), um ancião na multidão saúda Katniss dessa forma durante uma excursão dos vencedores, e o gesto se torna um símbolo da revolução junto com a canção mockingjay assobiada por Katniss em seus primeiros jogos.

## Movimentos democráticos asiáticos

### Tailândia

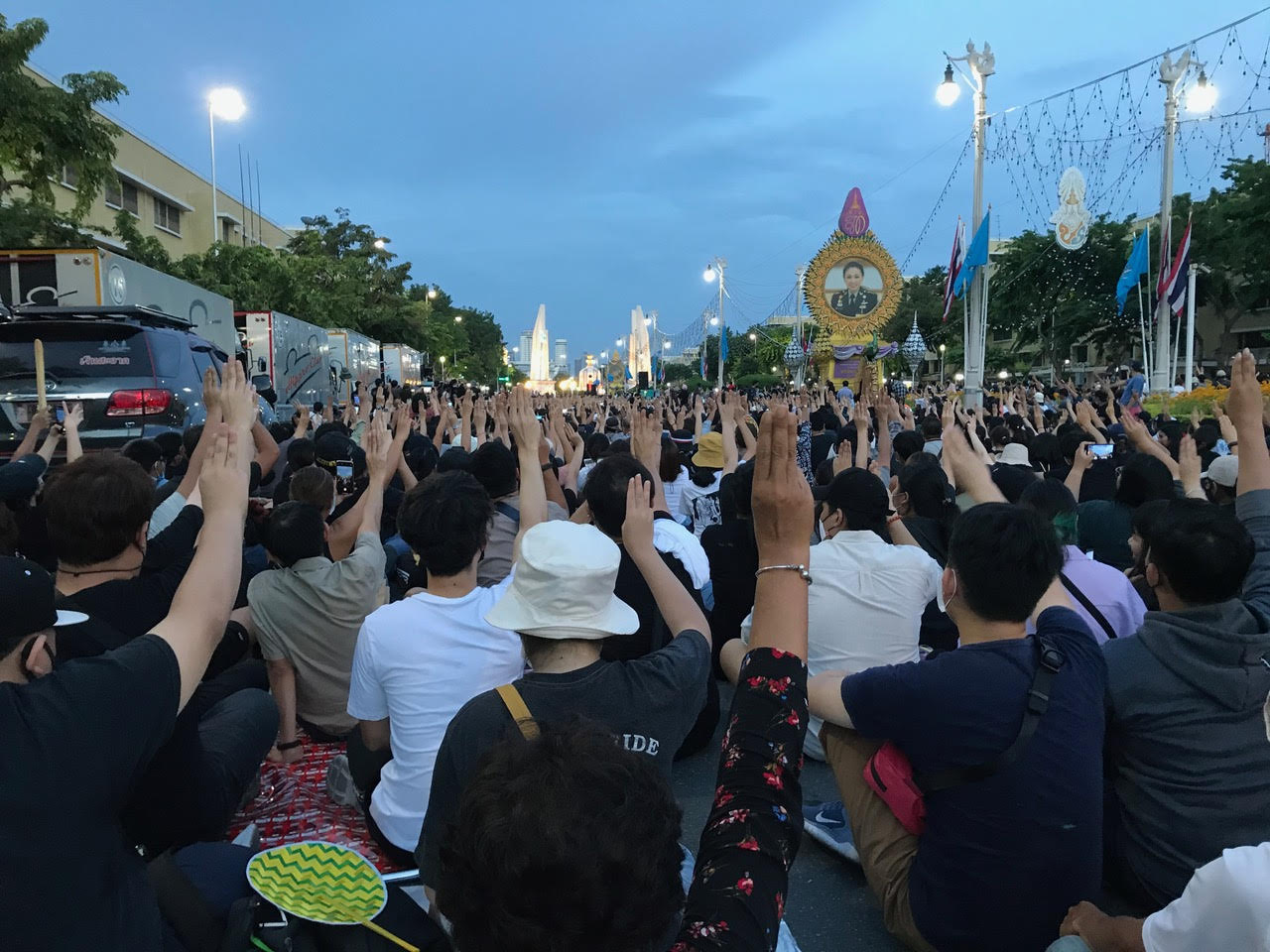
Manifestantes exibindo a saudação de três dedos em frente ao Monumento à Democracia durante os protestos tailandeses de 2020

A saudação se tornou um símbolo pró-democracia após o golpe de Estado na Tailândia em 2014. Devido ao seu uso, os militares anunciaram que prenderiam qualquer um que exibisse a saudação e que o símbolo foi tornado ilegal na Tailândia. Desde então, os manifestantes adicionaram simbolismo ao gesto, afirmando que os três dedos representam o ideal revolucionário francês de liberdade, igualdade e fraternidade. O gesto foi revivido pelos manifestantes na crise política tailandesa de 2020.
Em resposta ao golpe de Estado em Mianmar em 2021, um grupo de cerca de 200 expatriados birmaneses e alguns ativistas pró-democracia tailandeses, incluindo Parit Chiwarak e Panusaya Sithijirawattanakul, protestaram contra o golpe na embaixada birmanesa na Rua Sathon Nuea em Bangkok, Tailândia, com alguns manifestantes supostamente mostrando a saudação de três dedos. O protesto terminou com uma repressão policial; dois manifestantes ficaram feridos e hospitalizados, e outros dois foram presos.
A tendência foi desencadeada por estudantes, mas desde então foi adotada por apoiadores de partidos progressistas, como o partido Move Forward (anteriormente Future Forward).

### Hong Kong
A saudação foi usada por um tempo durante o Movimento dos Guarda-Chuvas (Umbrella Movement) em 2014 antes de ser revivida nos protestos em Hong Kong em 2019–2020, inspirada por seu uso renovado na Tailândia, e continua a ser usada para simbolizar a resistência contra o governo chinês.

### Mianmar

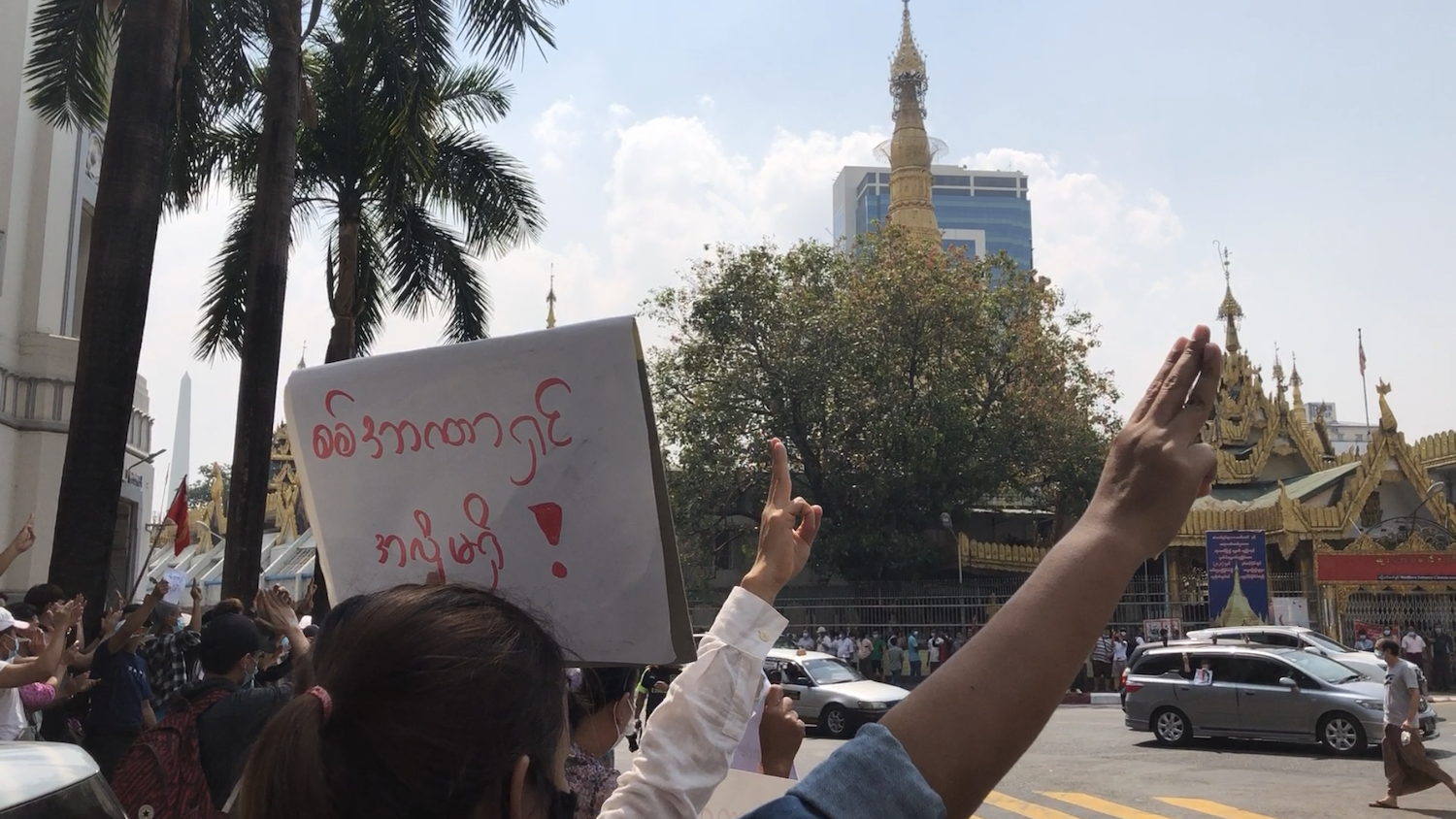
Manifestantes exibindo a saudação dos três dedos perto do Pagode Sule em Yangon

A saudação se tornou um símbolo de oposição ao golpe de Estado em Mianmar em 2021 e à subsequente guerra civil. O movimento foi lançado nas redes sociais, e muitas celebridades de Mianmar, como Paing Takhon e Dave Leduc, aderiram ao movimento.

### Camboja
Mu Sochua, ex-vice-presidente do Partido de Resgate Nacional do Camboja, apelou aos apoiantes do partido da oposição para que adotassem o símbolo como um sinal de solidariedade com Mianmar e como um protesto contra o atual governo de Hun Sen e o Partido Popular Cambojano (CPP) no poder. Um representante do CPP condenou estas ações, afirmando que estavam prejudicando o país.

## Outros usos

### Filipinas
Antes de sua adoção como um símbolo pró-democracia, a senadora filipina Miriam Defensor Santiago o usou em um discurso de 2013 em resposta ao então presidente do Senado, Juan Ponce Enrile, criticando sua conduta pessoal e política que remonta ao regime de Ferdinand Marcos, em resposta às suas alegações sobre sua saúde mental. Neste contexto, ela desviou-se das suas considerações preparadas depois de declarar: "A mente dele está doente, doente, doente... [Você está] três vezes doente!" usando a linguagem de Katniss Everdeen em The Hunger Games: Catching Fire.
Em 2017, um grupo de críticos do presidente Rodrigo Duterte também usou a saudação para expressar discordância em relação à sua administração e aos assassinatos relacionados à guerra contra as drogas do país.

### Estados Unidos
A organização sem fins lucrativos Harry Potter Alliance usou a saudação dos três dedos para criticar a desigualdade econômica e salarial em empresas americanas como Walmart e McDonald's.  A medida foi apoiada pela AFL–CIO, que respondeu postando fotos de líderes sindicais posando com o símbolo.

### Facções
Facções como Terceiro Comando Puro, Primeiro Comando da Capital e aliados utilizam uma saudação de 3 dedos como um simbolo de identidade e união, o sinal simboliza a aliança de facções chamada Tudo 3 que levantam essa bandeira. A origem dessa saudação no Brasil por parte das facções é desconhecida mas um dos motivos podem ser pelo nome do extinto Terceiro Comando que resultou na facção Comando Vermelho usando o gesto de V e a se referir como tudo 2, dizendo que Deus vinha primeiro e que mais tarde levou a facção Terceiro Comando a se referir como tudo 3. Pode ter começado a ser utilizado fora do Rio de Janeiro por conta da atuação de facções cariocas fora do Rio, que levou as facções de outros estados a se referir como Tudo 2 ou Tudo 3 para se identificarem como inimigos ou aliados de uma das duas facções cariocas.